# Antônio Henrique Albertazzi
Antônio Henrique Albertazzi é um compositor e pianista italiano.